# Seznam matematických disciplín
Následující seznam je strukturovaným výčtem základních matematických disciplín.
- Algebra
- Aplikovaná matematika
  - Dynamické systémy
  - Numerická matematika
  - Optimalizace (matematika)
  - Teorie chaosu
- Geometrie
  - Analytická geometrie
  - Deskriptivní geometrie
  - Diferenciální geometrie
- Kombinatorika
  - Teorie grafů
- Matematická analýza
  - Analýza na varietách
  - Diferenciální počet
    - Diferenciální rovnice
      - Obyčejné diferenciální rovnice
      - Parciální diferenciální rovnice

  - Funkcionální analýza
  - Integrální počet
  - Komplexní analýza
  - Teorie míry
- Matematická logika
  - Teorie aritmetiky
  - Teorie důkazu
  - Teorie modelů
- Teorie pravděpodobnosti a statistika
- Teorie čísel
  - Aritmetika
- Teorie množin
  - Deskriptivní teorie množin
  - Nekonečná kombinatorika
  - Ordinální a kardinální aritmetika
- Topologie